# Songs From the Soil
|  | Denne artikel er oprettet af botten PalnaBot ud fra en ekstern database. Den kan derfor have sproglige fejl eller mangler. Denne skabelon kan fjernes efter kontrol af indholdet. |

Songs From the Soil er en film instrueret af Phie Ambo.

## Handling
Jeg ønsker, at lave en film, der som de klassiske russiske dokumentariske stumfilm, udfordrer det visuelle og leger med en struktur, der ikke umiddelbart har en historie. Jeg har lyst til at se, hvor langt jeg kan komme med en fortælling, der udelukkende arbejde associativt med billede og lyd. En fortælling, der udfordrer vores oplevelse af smukt og grimt og måske kan få os et andet sted hen bevidsthedsmæssigt ved at bruge tid på det, der normalt ikke får vores opmærksomhed - eller måske fik det engang, før vi lærte at effektivisere vores opmærksomhed i velstrukturerede historier; farvesammensætningen på et gult og sort sneglehus, den orange spejling i søen op mod den irgrønne andemad, en rød regnorm, der strækker sig ud af den sorte jord. Værket skal live performes af Theatre of Voices og det, at sangerne er til stede i rummet sammen med billederne vil give en ekstra dimension og et nærvær, som jeg er spændt på at fornemme og arbejde med.